# Alma Media
Alma Media Oyj é um dos maiores conglomerados de mídia da Finlândia, que também está presente nos demais países nórdicos, Bálticos e da Europa Central. Fundado em 1.º de abril de 1998, o grupo é uma sociedade anônima com ações na Bolsa de Helsinque e oferece serviços nos setores de comunicação, financeiro e mercados digitais. Entre as suas principais marcas estão as publicações Iltalehti, Kauppalehti e Talouselämä, além dos sítios Monster.fi e Etuovi.com.

## História

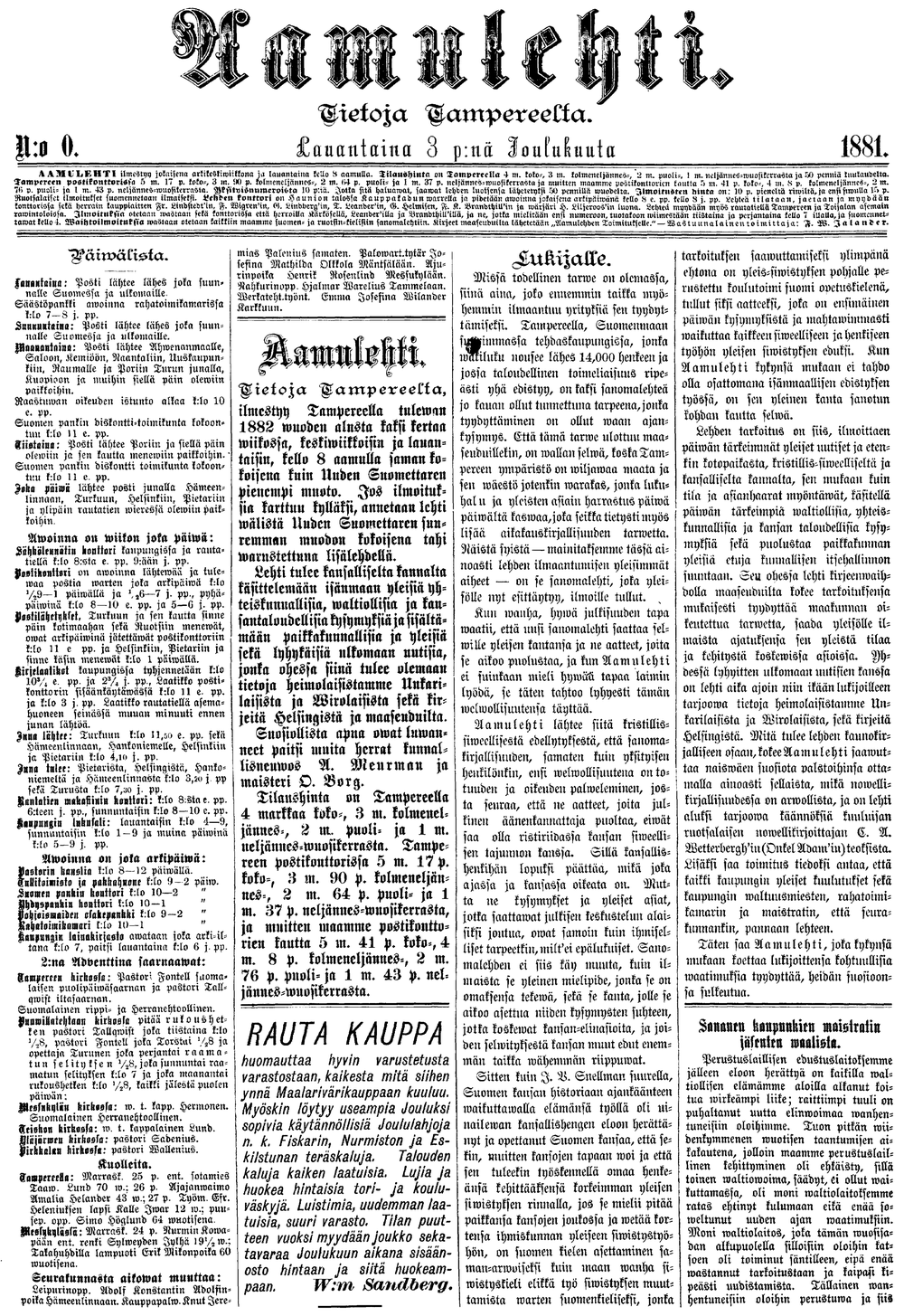
Digitalização de uma página do jornal Aamulehti.

A primeira marca da Alma Media publicada foi o jornal Suometar em 1849. Na ocasião, o responsável pela impressão era a Sociedade de Literatura Finlandesa, que adquiriu uma permissão do governo imperial. Em 3 de dezembro de 1881, a empresa Tampere Kirjapaino publicou a primeira edição daquele que se tornaria o segundo maior jornal do país, o Aamulehti, vendido para a concorrente Sanoma em 2020. Ainda no século XIX, a Associação de Empresários da Finlândia estabeleceu uma revista semanal chamada Kauppalehti para atender às necessidades da comunidade empresarial. Este mais tarde se tornou o principal diário financeiro do país.
Apesar disso, o surgimento da Alma Media começa a ser moldado somente na segunda metade do século XX, com o estabelecimento da Mainos-TV-Reklam Ab (atual MTV) e as fusões das décadas de 1980 e 1990. Em 1.º de abril de 1998, o grupo oficialmente iniciou suas operações. Em 2005, sofreu uma reformulação na qual as ações da empresa foram admitidas na Bolsa de Helsinque.
Nas décadas de 2010 e 2020, a Alma Media operou em 11 países da Europa, empregando cerca de 1500 pessoas. De 2019 a 2021, a receita média do conglomerado foi de 250 milhões de euros. Em 2021, adquiriu do Grupo Otava a NettiX, uma empresa de mercados digitais, numa negociação de 170 milhões de euros.